# Алаоглу, Леонидас
Леонидас Алаоглу (греч.  Λεωνίδας Αλάογλου, англ. Leonidas Alaoglu, Ред-Дир 19 марта 1914 — Лос-Анджелес, 1 августа 1981) — американский математик греческого происхождения.
Более всего известен как автор «Теоремы Алаоглу» о слабой топологии (компактности) единичного шара в сопряжённом к банахову пространстве, также известной как Теорема Банаха — Алаоглу.

## Биография
Леонидас (Леон) Алаоглу родился 19 марта 1914 года в городе Ред-Дир Альберта Канада в греческой семье.
Получил бакалавра в 1936 году, магистра в 1937 году, и доктора (PhD) в 1938 году (в возрасте 24 лет), все степени в Чикагском университете.
Его диссертация, написанная под руководством Lawrence M. Graves была озаглавлена Weak topologies of normed linear spaces.
Его докторская диссертация является источником Теоремы Алаоглу.
Теорема Бурбаки-Алаоглу является обобщением результатов Николя Бурбаки в сопряжённой топологии.
После нескольких лет преподавания в Университете штата Пенсильвания, Гарвардском университете и Университете Пердью, в 1944 году он стал операционным исследователем в Военно-воздушных силах армии США.
В своей последней должности, с 1953 по 1981 год он работал как главный научный исследователь исследования операций в Lockheed Corporation в Бербанке, Калифорния.
В этот последний период он написал многочисленные исследовательские отчёты, некоторые из них были классифицированы как Государственная тайна.
В годы работы в Lockheed он принял активное участие в семинарах и других математических мероприятиях Калифорнийского технологического института, Калифорнийского университета в Лос-Анджелесе (UCLA) и Университета Южной Калифорнии (USC).
Алаоглу умер в 1981 году в Лос-Анджелесе.
Похоронен на кладбище Oakwood Memorial Park.
После его смерти Калифорнийский технологический институт учредил ежегодные Мемориальные лекции Алаоглу.
Среди выступавших на этих лекциях были Эрдёш, Пал, Капланский, Ирвинг, Халмош, Пол Ричард и Hugh Woodin.
Алаоглу имел Число Эрдёша 1.

## Публикации
- Alaoglu, Leonidas (M.S. thesis, U. of Chicago, 1937). «The asymptotic Waring problem for fifth and sixth powers» (24 pages). Advisor: Leonard Eugene Dickson
- Alaoglu, Leonidas (Ph.D. thesis, U. of Chicago, 1938). «Weak topologies of normed linear spaces» Advisor: Lawrence Graves
- Alaoglu, Leonidas. Weak topologies of normed linear spaces (англ.) // Annals of Mathematics : journal. — 1940. — Vol. 41, no. 2. — P. 252—267. — doi:10.2307/1968829. — JSTOR 1968829.
- Alaoglu, Leonidas; J. H. Giese. Uniform isohedral tori (англ.) // American Mathematical Monthly : journal. — 1946. — Vol. 53, no. 1. — P. 14—17. — doi:10.2307/2306079. — JSTOR 2306079.
- Alaoglu, Leonidas; Paul Erdős. On highly composite and similar numbers (англ.) // Transactions of the American Mathematical Society. — 1944. — Vol. 56, no. 3. — P. 448—469. — doi:10.2307/1990319. — JSTOR 00029947.
- Alaoglu, Leonidas; Paul Erdős. A conjecture in elementary number theory (англ.) // Bulletin of the American Mathematical Society : journal. — 1944. — Vol. 50, no. 12. — P. 881—882. — doi:10.1090/S0002-9904-1944-08257-8.
- Alaoglu, Leonidas; Garrett Birkhoff. General ergodic theorems (англ.) // Annals of Mathematics : journal. — 1940. — Vol. 41, no. 2. — P. 252—267. — doi:10.2307/1969004. — JSTOR 0003486x.
- Saunders Mac Lane. Letter to the editor (англ.) // Notices of the American Mathematical Society : journal. — 1996. — December. — P. 1469—1471.